# بيتر داميان وليامز
بيتر داميان وليامز (بالإنجليزية: Peter Damian Williams)‏ هو مؤرخ عسكري أسترالي، ولد في 1957.